# Тенис Сандгрен
Тенис Сандгрен (енгл. Tennys Sandgren; 22. јул 1991, Галатин, Тенеси) је амерички тенисер који је свој најбољи пласман у синглу достигао 14. јануара 2019. када је заузимао 41. место на АТП листи.
Крајем 2017. године се пробио међу првих 100 на АТП листи, након што је више година учествовао само на челенџерима. Пре него што је започео професионалну каријеру две године је студирао и играо тенис на колеџу Универзитета у Тенесију.

## Биографија
Име је добио по свом прадеди.
У јуниорској конкуренцији је био девети на листи парова у априлу 2009. године.
Професионалну каријеру је започео 2011. године. Први турнир у појединачној конкуренцији Сандгрен је освојио 2011. из серије Ај-Ти-Еф фјучерс, који је игран у САД. Успео је да освоји шест турнира у ИТФ фјучерс серији и један турнир серије Челенџер 2013. године.
Први пут је победио у игри парова 2010. године на турниру ИТФ Фјучерс серије са Рајаном Вилијамсом на турниру који се одржао у САД-у.
Учествовао је на Ролан Гаросу 2017. године и у полуфиналу турнира у Простјејову, што му је омогућило да се коначно пробије у ТОП-100.

### 2018: Први успеси
Сандгрен је добро започео сезону 2018. године. На првом великом тениском турниру Аустралијан опену, остварио је победе у прва три кола. Добио је Стана Вавринку у другом колу турнира. У осмини финала у пет сетова победио је петог тенисера света Доминика Тима и пласирао се у четвртфинале.

## Мечеви за олимпијске медаље

### Парови: 1 (0:1)
| Исход    | Година | Турнир                   | Подлога | Партнер        | Противници                 | Резултат      |
| -------- | ------ | ------------------------ | ------- | -------------- | -------------------------- | ------------- |
| 4. место | 2020.  | Олимпијске игре у Токију | Тврда   | Остин Крајичек | Маркус Данијел Мајкл Винус | 6:7(3:7), 2:6 |

## АТП финала

### Појединачно: 2 (1:1)
| Легенда                        |
| ------------------------------ |
| Гренд слем турнири (0:0)       |
| Завршно првенство сезоне (0:0) |
| АТП мастерс 1000 (0:0)         |
| АТП 500 (0:0)                  |
| АТП 250 (1:1)                  |

| Финала по подлози |
| ----------------- |
| Тврда (1:0)       |
| Шљака (0:1)       |
| Трава (0:0)       |

| Финала по локацији |
| ------------------ |
| Отворено (1:1)     |
| Дворана (0:0)      |

| Исход     | Бр. | Датум            | Турнир              | Подлога | Противник    | Резултат           |
| --------- | --- | ---------------- | ------------------- | ------- | ------------ | ------------------ |
| Финалиста | 1.  | 15. април 2018.  | Хјустон, САД        | Шљака   | Стив Џонсон  | 6:7(2:7), 6:2, 4:6 |
| Победник  | 1.  | 12. јануар 2019. | Окланд, Нови Зеланд | Тврда   | Камерон Нори | 6:4, 6:2           |

### Парови: 1 (0:1)
| Легенда                        |
| ------------------------------ |
| Гренд слем турнири (0:0)       |
| Завршно првенство сезоне (0:0) |
| АТП мастерс 1000 (0:0)         |
| АТП 500 (0:0)                  |
| АТП 250 (0:1)                  |

| Финала по подлози |
| ----------------- |
| Тврда (0:1)       |
| Шљака (0:0)       |
| Трава (0:0)       |

| Финала по локацији |
| ------------------ |
| Отворено (0:1)     |
| Дворана (0:0)      |

| Исход     | Бр. | Датум            | Турнир              | Подлога | Партнер       | Противници               | Резултат              |
| --------- | --- | ---------------- | ------------------- | ------- | ------------- | ------------------------ | --------------------- |
| Финалиста | 1.  | 23. август 2019. | Винстон-Сејлем, САД | Тврда   | Николас Монро | Лукаш Кубот Марсело Мело | 7:6(8:6), 1:6, [3:10] |